# Renfield
Renfield és una pel·lícula de terror de comèdia d'acció nord-americana del 2023 dirigida i produïda per Chris McKay i escrita per Ryan Ridley a partir d'una història de Robert Kirkman, que també va exercir de productor.
Inspirada en personatges de la novel·la Dràcula de Bram Stoker de 1897, la pel·lícula és protagonitzada per Nicholas Hoult com a Renfield, Awkwafina, Ben Schwartz, Shohreh Aghdashloo, Brandon Scott Jones, Adrian Martinez i Nicolas Cage com a Comte Dràcula. Ha estat subtitulada al català.
La pel·lícula va entrar en eevelopment hell després del fracàs comercial de The Mummy (2017). Kirkman més tard va presentar una nova versió de la pel·lícula, centrant-se més en els aspectes còmics de la història. Els drets de producció van ser adquirits per Skybound Entertainment. Dexter Fletcher es va anunciar originalment com a director el 2019, però McKay finalment el va substituir, treballant amb el guió de Ridley i el to original de Kirkman. Gran part del repartiment es va unir entre l'agost de 2021 i el gener de 2022, i el rodatge es va dur a terme de febrer a agost de 2022.
Renfield es va estrenar a l'Overlook Film Festival el 30 de març de 2023 i es va estrenar als Estats Units el 14 d'abril de 2023 per Universal Pictures. Va rebre crítiques diverses de la crítica, que van elogiar el to còmic i les actuacions, però van criticar el guió i la història. Va recaptar 26,7 milions de dòlars a tot el món contra el seu pressupost de 65 milions de dòlars, convertint-se en un fracàs de taquilla.